# Championnats d'Europe d'athlétisme 1990
Navigation
Les 15e Championnats d'Europe d'athlétisme ont eu lieu du 26 août au 2 septembre 1990 au Stade Poljud de Split, en république fédérative socialiste de Yougoslavie.

## Faits marquants
- Par rapport  à l'édition précédente à Stuttgart en 1986, ces championnats sont d’un niveau à peu près égal dans les épreuves masculines et d’un niveau sensiblement inférieur dans les épreuves féminines. Ainsi, chez les femmes, 14 des 19 vainqueurs ont une performance inférieure à celle de la gagnante de 1986.
- On constate également des performances en forte régression dans toutes les épreuves de lancer, à l'exception du javelot homme.
- L'Allemande de l'Est Katrin Krabbe est triple championne d'Europe sur 100, 200 et relais 4 × 100 mètres.
- L’italien Salvatore Antibo réussit le doublé 5 000 m – 10 000 m.
- Chez les hommes, 3 athlètes conservent leur titre de 1986 : Linford Christie (GB) au 100 m, Roger Black (GB) au 400 m, Gelindo Bordin (Italie) au marathon.
- Chez les femmes, Rosa Mota (Portugal) est championne d'Europe du marathon pour la 3e fois consécutive et Heike Drechsler (RDA) conserve son titre au saut en longueur.
- Le relais français du 4 × 100 m (Max Morinière – Daniel Sangouma – Jean-Charles Trouabal – Bruno Marie Rose) réalise l'exploit chez les hommes de battre le record du monde en 37 s 79 (ancien record 37 s 83 par les États-Unis).
- Le relais britannique du 4 x 400 m (Paul Sanders – Kriss Akabusi – John Regis – Roger Black) bat son propre record d’Europe en 2 min 58 s 22 (ancien record en 2 min 58 s 86).
- Au nombre de médailles d’or, domine la RDA, dont 9 de ses 12 titres gagnés chez les femmes. Il s'agit de l'ultime apparition de la RDA car dans les championnats d'Europe de 1994, les équipes des 2 Allemagne seront réunifiées.
- Le Royaume-Uni confirme Stuttgart et sa suprématie chez les hommes (8 de ses 9 titres).
- Le pays hôte (la république fédérale de Yougoslavie) remporte lors de la dernière journée ses 2 titres grâce à 2 jeunes athlètes : Dragutin Topic (19 ans) en hauteur et Snezana Pajkic (20 ans) au 1 500 m.

## Résultats

### Hommes
| Épreuves          | Or                                                                                       | Argent                                                                                    | Bronze                                                                                   |
| ----------------- | ---------------------------------------------------------------------------------------- | ----------------------------------------------------------------------------------------- | ---------------------------------------------------------------------------------------- |
| 100 m             | Linford Christie 10 s 00                                                                 | Daniel Sangouma 10 s 04                                                                   | John Regis 10 s 07                                                                       |
| 200 m             | John Regis 20 s 11                                                                       | Jean-Charles Trouabal 20 s 31                                                             | Linford Christie 20 s 33                                                                 |
| 400 m             | Roger Black 45 s 08                                                                      | Thomas Schönlebe 45 s 13                                                                  | Jens Carlowitz 45 s 27                                                                   |
| 800 m             | Tom McKean 1 min 44 s 76                                                                 | David Sharpe 1 min 45 s 59                                                                | Piotr Piekarski 1 min 45 s 76                                                            |
| 1 500 m           | Jens-Peter Herold 3 min 38 s 25                                                          | Gennaro Di Napoli 3 min 38 s 60                                                           | Mario Silva 3 min 38 s 73                                                                |
| 5 000 m           | Salvatore Antibo 13 min 22 s 00                                                          | Gary Staines 13 min 22 s 45                                                               | Sławomir Majusiak 13 min 22 s 92                                                         |
| 10 000 m          | Salvatore Antibo 27 min 41 s 27                                                          | Are Nakkim 28 min 04 s 04                                                                 | Stefano Mei 28 min 04 s 46                                                               |
| Marathon          | Gelindo Bordin 2 h 14 min 02 s                                                           | Gianni Poli 2 h 14 min 55 s                                                               | Dominique Chauvelier 2 h 15 min 20 s                                                     |
| 110 m haies       | Colin Jackson 13 s 18                                                                    | Tony Jarrett 13 s 21                                                                      | Dietmar Koszewski 13 s 50                                                                |
| 400 m haies       | Kriss Akabusi 47 s 92                                                                    | Sven Nylander 48 s 43                                                                     | Niklas Wallenlind 48 s 52                                                                |
| 3 000 m steeple   | Francesco Panetta 8 min 12 s 66                                                          | Mark Rowland 8 min 13 s 27                                                                | Alessandro Lambruschini 8 min 15 s 82                                                    |
| 20 km marche      | Pavol Blažek 1 h 22 min 05 s                                                             | Daniel Plaza 1 h 22 min 22 s                                                              | Thierry Toutain 1 h 23 min 22 s                                                          |
| 50 km marche      | Andrey Perlov 3 h 54 min 36 s                                                            | Bernt Gummelt 3 h 56 min 33 s                                                             | Hartwig Gauder 4 h 00 min 48 s                                                           |
| 4 × 100 m         | France Max Morinière Daniel Sangouma Jean-Charles Trouabal Bruno Marie-Rose 37 s 79 (RM) | Royaume-Uni Darren Braithwaite John Regis Marcus Adam Linford Christie 37 s 98            | Italie Mario Longo Ezio Madonia Sandro Floris Stefano Tilli 38 s 39                      |
| 4 × 400 m         | Royaume-Uni Paul Sanders Kriss Akabusi John Regis Roger Black 2 min 58 s 22              | Allemagne de l'Ouest Klaus Just Edgar Itt Carsten Köhrbrück Norbert Dobeleit 3 min 0 s 64 | Allemagne de l'Est Rico Lieder Karsten Just Thomas Schönlebe Jens Carlowitz 3 min 1 s 51 |
| Saut en hauteur   | Dragutin Topić 2,34 m                                                                    | Aleksey Yemelin 2,34 m                                                                    | Georgi Dakov 2,34 m                                                                      |
| Saut en longueur  | Dietmar Haaf 8,25 m                                                                      | Ángel Hernández 8,15 m                                                                    | Borut Bilač 8,09 m                                                                       |
| Saut à la perche  | Rodion Gataullin 5,85 m                                                                  | Grigoriy Yegorov 5,75 m                                                                   | Hermann Fehringer 5,75 m                                                                 |
| Triple saut       | Leonid Voloshin 17,74 m                                                                  | Hristo Markov 17,43 m                                                                     | Ihar Lapchyne 17,34 m                                                                    |
| Lancer du poids   | Ulf Timmermann 21,32 m                                                                   | Oliver-Sven Buder 21,01 m                                                                 | Georg Andersen 20,71 m                                                                   |
| Lancer du disque  | Jürgen Schult 64,58 m                                                                    | Erik de Bruin 64,46 m                                                                     | Wolfgang Schmidt 64,10 m                                                                 |
| Lancer du javelot | Steve Backley 87,30 m                                                                    | Viktor Zaytsev 83,30 m                                                                    | Patrik Bodén 82,66 m                                                                     |
| Lancer du marteau | Ihar Astapkovich 84,14 m                                                                 | Tibor Gécsek 80,14 m                                                                      | Igor Nikulin 80,02 m                                                                     |
| Décathlon         | Christian Plaziat 8 574 pts                                                              | Dezső Szabó 8 436 pts                                                                     | Christian Schenk 8 433 pts                                                               |

### Femmes
| Épreuves          | Or                                                                                        | Argent                                                                                                 | Bronze                                                                                 |
| ----------------- | ----------------------------------------------------------------------------------------- | --- | -------------------------------------------------------------------------------------- |
| 100 m             | Katrin Krabbe 10 s 89 (CR)                                                                | Silke Gladisch-Möller 11 s 10                                                                          | Kerstin Behrendt 11 s 17                                                               |
| 200 m             | Katrin Krabbe 21 s 95                                                                     | Heike Daute-Drechsler 22 s 19                                                                          | Galina Malchugina 22 s 23                                                              |
| 400 m             | Grit Breuer 49 s 50                                                                       | Petra Müller 50 s 51                                                                                   | Marie-José Pérec 50 s 84                                                               |
| 800 m             | Sigrun Ludvigs-Wodars 1 min 55 s 87                                                       | Christine Wachtel 1 min 56 s 11                                                                        | Lilia Nurutdinova 1 min 57 s 39                                                        |
| 1 500 m           | Snežana Pajkić 4 min 08 s 12                                                              | Ellen Kiessling 4 min 08 s 67                                                                          | Sandra Gasser 4 min 08 s 89                                                            |
| 3 000 m           | Yvonne Murray 8 min 43 s 06                                                               | Yelena Romanova 8 min 43 s 68                                                                          | Roberta Brunet 8 min 46 s 19                                                           |
| 10 000 m          | Yelena Romanova 31 min 46 s 83                                                            | Kathrin Ullrich 31 min 47 s 70                                                                         | Annette Sergent 31 min 51 s 68                                                         |
| Marathon          | Rosa Mota 2 h 31 min 27 s                                                                 | Valentina Yegorova 2 h 31 min 32 s                                                                     | Maria Rebelo 2 h 35 min 51 s                                                           |
| 100 m haies       | Monique Éwanjé-Épée 12 s 79                                                               | Gloria Siebert 12 s 91                                                                                 | Lidiya Yurkova 12 s 92                                                                 |
| 400 m haies       | Tatyana Ledovskaya 53 s 62                                                                | Anita Protti 54 s 36                                                                                   | Monica Westén 54 s 75                                                                  |
| 10 km marche      | Annarita Sidoti 44 min 00 s                                                               | Olga Kardopoltseva 44 min 06 s                                                                         | Ileana Salvador 44 min 38 s                                                            |
| 4 × 100 m         | Allemagne de l'Est Silke Möller Katrin Krabbe Kerstin Behrendt Sabine Günther 41 s 68     | Allemagne de l'Ouest Gabi Lippe Ulrike Sarvari Andrea Thomas Silke Knoll 43 s 09                       | Royaume-Uni Stephanie Douglas Beverly Kinch Simmone Jacobs Paula Thomas 43 s 32        |
| 4 × 400 m         | Allemagne de l'Est Manuela Derr Annett Hesselbarth Petra Müller Grit Breuer 3 min 21 s 02 | Union soviétique Yelena Vinogradova Lyudmila Zhigalova Tatyana Ledovskaya Yelena Rouzina 3 min 23 s 34 | Royaume-Uni Sally Gunnell Jennifer Stoute Patricia Beckford Linda Keough 3 min 24 s 78 |
| Saut en hauteur   | Heike Henkel 1,99 m                                                                       | Biljiana Petrović 1,96 m                                                                               | Yelena Yelesina 1,96 m                                                                 |
| Saut en longueur  | Heike Drechsler 7,30 m                                                                    | Marieta Ilcu 7,09 m                                                                                    | Helga Radtke 6,94 m                                                                    |
| Lancer du poids   | Astrid Kumbernuss 20,38 m                                                                 | Natalya Lisovskaya 20,06 m                                                                             | Kathrin Neimke 19,96 m                                                                 |
| Lancer du disque  | Ilke Wyludda 68,46 m                                                                      | Olga Burova 66,72 m                                                                                    | Martina Hellmann 66,66 m                                                               |
| Lancer du javelot | Päivi Alafrantti 67,68 m                                                                  | Karen Forkel 67,56 m                                                                                   | Petra Felke 66,56 m                                                                    |
| Heptathlon        | Sabine Braun 6 688 pts                                                                    | Heike Tischler 6 572 pts                                                                               | Peggy Beer 6 531 pts                                                                   |

## Tableau des médailles
| Rang | Nation          | Or | Argent | Bronze | Total |
| ---- | --------------- | -- | ------ | ------ | ----- |
| 1    | RDA             | 12 | 12     | 10     | 34    |
| 2    | Royaume-Uni     | 9  | 5      | 4      | 18    |
| 3    | URSS            | 6  | 9      | 6      | 21    |
| 4    | Italie          | 5  | 2      | 5      | 12    |
| 5    | France          | 3  | 2      | 5      | 10    |
| 6    | RFA             | 3  | 2      | 2      | 7     |
| 7    | Yougoslavie     | 2  | 1      | 1      | 4     |
| 8    | Portugal        | 1  | 0      | 1      | 2     |
| 9=   | Finlande        | 1  | 0      | 0      | 1     |
| 9=   | Tchécoslovaquie | 1  | 0      | 0      | 1     |
| 11=  | Espagne         | 0  | 2      | 0      | 2     |
| 11=  | Hongrie         | 0  | 2      | 0      | 2     |
| 13   | Suède           | 0  | 1      | 3      | 4     |
| 14=  | Suisse          | 0  | 1      | 1      | 2     |
| 14=  | Bulgarie        | 0  | 1      | 1      | 2     |
| 14=  | Norvège         | 0  | 1      | 1      | 2     |
| 17=  | Pays-Bas        | 0  | 1      | 0      | 1     |
| 17=  | Roumanie        | 0  | 1      | 0      | 1     |
| 19   | Pologne         | 0  | 0      | 2      | 2     |
| 20   | Autriche        | 0  | 0      | 1      | 1     |
|      |                 | 43 | 43     | 43     | 129   |